# 溝之上純一
溝之上 純一（みぞのうえ じゅんいち）は、日本の実業家。タイ三井物産取締役社長や、バンコク日本人商工会議所会頭などを務めた。

## 人物・経歴
1972年大阪府立大学経済学部経営学科卒業、三井物産入社。アメリカ合衆国駐在や、三井物産執行役員化学品第一本部長等を経て、2005年三井物産常務執行役員化学品営業本部長。2009年タイ国三井物産取締役社長。2010年から盤谷日本人商工会議所会頭を務め、反政府デモによる政治混乱などへの対応を進めた。